# Cerro Pachón
Pour les articles homonymes, voir Pachon (homonymie).
Le cerro Pachón (la « montagne Pachón » en espagnol) est une montagne située dans la cordillère des Andes, à proximité de la ville chilienne de Vicuña, à 10 km au sud-est de l'observatoire interaméricain du Cerro Tololo et à une altitude de 2 715 m.
Le lieu est extrêmement sec, ce qui le rend adapté aux observations astronomiques dans l'infrarouge. Il y a très peu de mouvement de l'air, ce qui donne une excellente vision. Durant les mois d'été, le cerro Pachón est souvent au-dessus de la couche brumeuse qui peut envelopper des altitudes plus faibles.
Deux télescopes sont actuellement en service sur le Cerro Pachón : le Gemini South et le Southern Astrophysical Research Telescope (SOAR). Un troisième, l'observatoire Vera-C.-Rubin (ex Large Synoptic Survey Telescope), est en construction.